# Observatoire volcanologique
Un observatoire volcanologique est un institut scientifique chargé de surveiller et d'étudier un ou plusieurs volcans dans le but de prévoir les phénomènes volcaniques et d'évaluer les risques pour les populations et les infrastructures. Ils constituent un lieu de travail pour un grand nombre de volcanologues.
Relativement peu de volcans sont surveillés par un observatoire mais beaucoup de volcans présentant un risque humain important le sont en permanence.

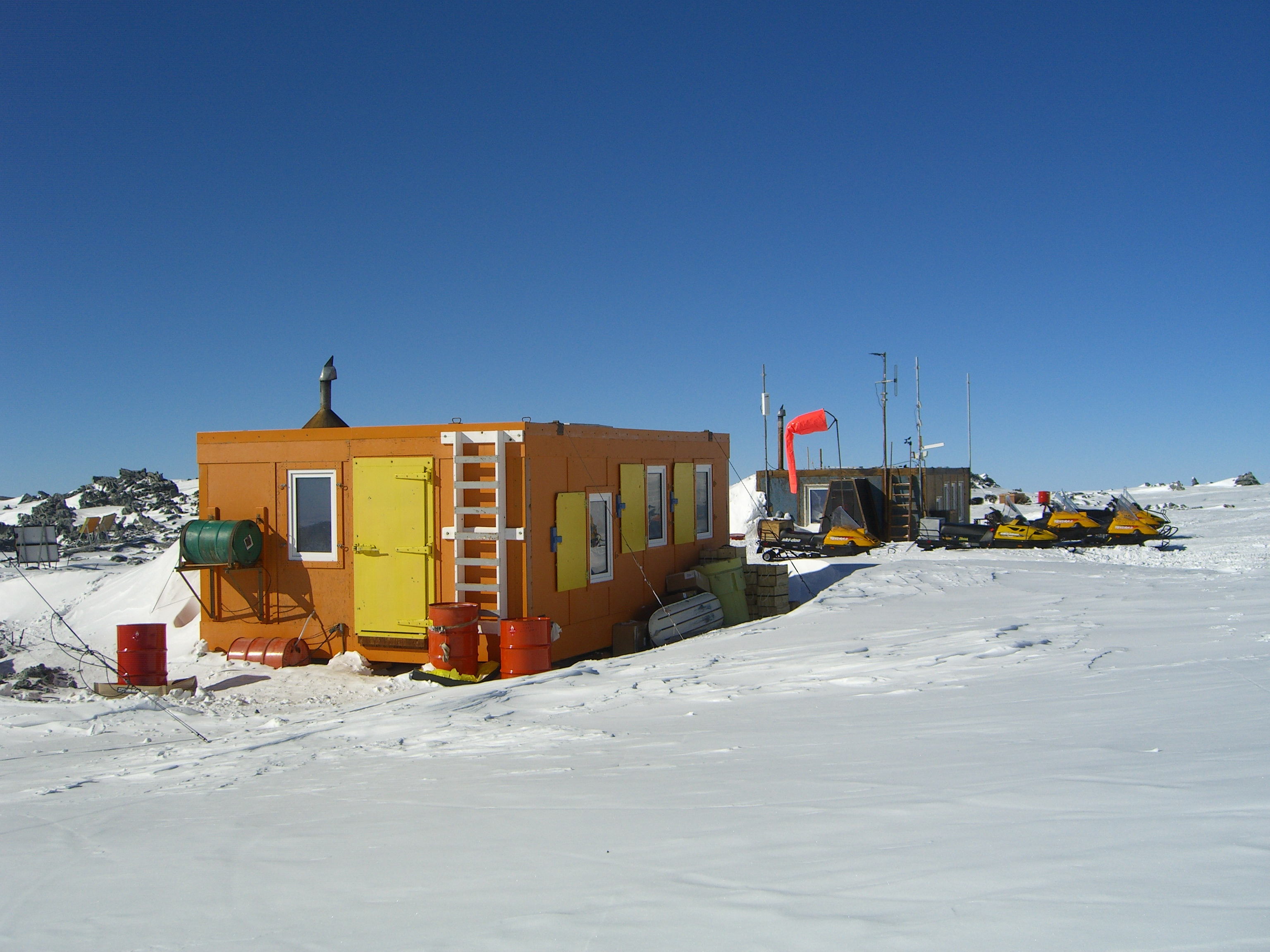
Vue du Lower Erebus Hut, l'observatoire volcanologique du mont Erebus en Antarctique.

## Exemples
- Institut de volcanologie et de sismologie
- Observatoire de l'Etna
- Observatoire du Vésuve
- Observatoire volcanologique d'Alaska
- Observatoire volcanologique de Californie
- Observatoire volcanologique de Yellowstone
- Observatoire volcanologique des Andes du Sud
- Observatoire volcanologique des Cascades
- Observatoire volcanologique d'Hawaï
- Observatoire volcanologique du Karthala
- Observatoire volcanologique du mont Erebus
- Observatoire volcanologique du Piton de la Fournaise
- Observatoire volcanologique et sismologique de Guadeloupe
- Observatoire volcanologique et sismologique de Martinique
- Observatoire volcanologique et sismologique de Manizales
- Observatoire volcanologique et sismologique de Pasto
- Observatoire volcanologique et sismologique de Popayán
- Philippine Institute of Volcanology and Seismology